# Mabel Zuppinger
Mabel Zuppinger-Westermann (Pseudonym: Claudine) (* 1. April 1897 in Österreich; † 11. November 1978 in Rüschlikon) war eine Schweizer Journalistin und Autorin. Ab 1933 betreute sie die Frauenseite der Weltwoche. Von 1938 bis 1953 war sie de facto und von 1953 bis 1959 auch nominell Chefredaktorin der Annabelle.
Wegen ihrer eleganten Erscheinung galt sie als «Coco Chanel von Zürich».

## Leben
Mabel Westermanns Vater, ein Schweizer  Fabrikbesitzer in Österreich, der Konkurs gemacht hatte, schickte die junge Mabel zu ihrer Grossmutter in die Schweiz, damit sie dort die Schulen besuche. Hier lernte sie ihren Mann kennen, Alfons Zuppinger (1893–1954), einen Anwalt, der die in Schwierigkeiten geratene Weltwoche und deren Gründer Karl von Schumacher und Manuel Gasser vor dem Bankrott retten sollte. Er war, wie Gasser, mit 8 % an der Weltwoche beteiligt, den Rest besass von Schumacher.
Dieser stellte Mabel Zuppinger erst als Sekretärin ein und übergab ihr dann die Redaktion des Ressorts «Die Frau und ihr Heim». Sie schrieb als «Claudine», ein Name, den sie bei der französischen Autorin Colette gefunden hatte, über Mode, ihren Garten, ihre Hunde und wurde sofort ein Begriff. Sie nahm an allen Redaktionssitzungen teil, wobei alle warteten, bis Frau Zuppinger die legendäre Frage stellte: «Interessiert das die Leute?» Und: «Gehört es in die Zeitung?» «Wenn nicht, dann nicht publizieren». Mit diesen einfachen Fragen holte sie die Redaktion oft wieder auf den Boden der Wirklichkeit zurück. Dank Zuppinger öffnete sich die Zeitung und brachte zusätzlich mehr Themen des Alltags.
1938 gründeten von Schumacher und Gasser in Anlehnung an die französische Elle das erste klassische Frauenmagazin der Schweiz, die Annabelle. Das journalistische Konzept, insbesondere die Idee, die Zeitschrift zur «Freundin aller Frauen» zu machen, stammte von Mabel Zuppinger. Gasser und von Schumacher bestimmten sie zur Redaktorin der Annabelle; sie sollte dort den Erfolg ihrer Frauenseite in der Weltwoche wiederholen. Das gelang ihr vor allem nach dem Zweiten Weltkrieg; der Krieg hatte zum Ausfall der für die Zeitschrift äusserst wichtigen Pariser Modemacher geführt. Zuppinger, der die Weltwoche-Chefs zunächst die Führung einer Redaktion nicht zugetraut hatten, erwies sich dabei als geschickte Improvisatorin. Ab 1953 wurde sie auch nominell als Chefredaktorin der Annabelle geführt.
Diese brachte als erste reine Frauenzeitschrift der Schweiz mit grossem Erfolg Themen wie Mode und Filmstars, Kinder und Bücher, Kosmetik und Kochrezepte, Rat in Lebensfragen und fraulichen Problemen, Beruf und Lifestyle. So mokierte sich Zuppinger unter dem Pseudonym «Claudine» etwa über die «falschen Audrey Hepburns und Marilyn Monroes» oder über das «Zeitalter der Verwischung, der Angleichung, der Standardisierung».
Mabel Zuppinger kümmerte sich aber weiterhin auch um die Weltwoche und deren Frauenseite. Als Karl von Schumacher zu krank wurde, um die Geschäfte zu führen, war sie die treibende Kraft, dass dessen Bruder, Pierre von Schumacher, Direktor der Shell Company in Venezuela, die Leitung übernahm. Sie verstand sich allerdings schlecht mit ihm, der anders als die künstlerisch interessierte Mabel Zuppinger eine vor allem kommerzielle Linie verfolgte. Als Pierre von Schumacher entschied, dass die Erscheinungsweise angesichts des grossen Andrangs von Inserenten von monatlich auf zweiwöchentlich umgestellt wurde, verliess sie Ende 1959 die Zeitschrift. Danach scheute sie die Öffentlichkeit, lebte sehr zurückgezogen in Rüschlikon und gab auch Opern- und Theaterbesuche auf. Sie kümmerte sich hauptsächlich noch um ihren Garten. 1978 versuchte Werner Wollenberger vergeblich, sie als «Claudine» in die Annabelle zurückzuholen.  
Zu Mabels engeren Bekannten gehörten viele bekannte Künstler und Literaten ihrer Zeit wie Annemarie Schwarzenbach, Marianne Breslauer, Therese Giehse und Marie-Louise Bodmer. Sie war Mentorin von Franca Magnani. Sie starb 1978 einsam. An ihrer Abdankung waren nur sechs Personen anwesend. Sie hatte keine Kinder. Ihre Hobbys waren die Mode, der Garten, das Theater, Opern und Hunde. 

## Werke
- Claudines Gartenjahr. E. Hartmann, Küsnacht 1967.
- Mein grünes Herz. Das Brevier der kleinen blühenden Welt um uns und des inneren Reichtums, den sie schenkt. Illustrationen von Hanni Fries. Scherz, Bern 1964.